# Великкакатху Санкаран Ачутанандан
Великкакатху Санкаран Ачутанандан (малаял. വേലിക്കകത്ത് ശങ്കരൻ അച്യുതാനന്ദൻ; 20 октября 1923, Пуннапра, Аллеппи — 21 июля 2025, Тируванантапурам) — индийский политик, один из основателей Коммунистической партии Индии (марксистской), 11-й главный министр штата Керала (2006—2011), многолетний лидер оппозиции и влиятельный общественный деятель.

## Биография
Родился 20 октября 1923 года в рабочей семье в деревне Пуннапра (ныне округ Аллеппи штата Керала). Его мать, Акамма, умерла, когда ему было всего четыре года, а отец Санкаран — когда ему было одиннадцать. Он бросил школу после седьмого класса и начал работать в швейной мастерской старшего брата Гангадхарана.
В 17 лет он стал членом коммунистической партии Индии (КПИ), и в 1940 году устроился на кокосовую фабрику в Аллеппи, где стал агитировать рабочих к борьбе за свои права. Во время восстания в Пуннапра-Ваялар в октябре 1946 года он вдохновил рабочих кокосового койра на борьбу против плана правительства Траванкора о создании независимого государства. Впоследствии он был схвачен полицией и подвергнут пыткам. Всего во время борьбы за независимость Ачутанандан провёл в тюрьме почти пять лет.
Поднимаясь по партийной лестнице, в 1954 году он стал членом Государственного комитета КПИ, а три года спустя был назначен на должность в Государственном секретариате. Когда в 1957 году коммунисты впервые пришли к власти в Керале, Ачутанадан возглавил партию в округе Коллам. В следующем году он руководил дополнительными выборами в округе Девикулам в Идукки.
Когда в 1964 году в КПИ произошёл раскол в результате затяжной внутрипартийной борьбы, он стал одним из 32 членов Национального совета, покинувших партию для создания КПИ(м). В 1965 году он баллотировался в законодательное собрание Кералы от округа Амбалапуджа, но проиграл выборы. Впоследствии он избирался в 1967 и 1970 годах от того же округа.
С 1980 по 1992 год он занимал пост государственного секретаря КПИ(м). С 1996 по 2000 год он также был организатором Левого демократического фронта. В период с 2001 по 2006 год и с 2011 по 2016 год был лидером оппозиции в Законодательном собрании Кералы.
В 2006 году КПИ(м) изначально отказала ему в регистрации на выборах в Законодательное собрание, но по всему штату вспыхнули стихийные протесты. Двенадцать округов приняли резолюции с требованием его восстановления в должности и партия была вынуждена прислушаться. Представляя округ Малампужа, он уверенно выиграл выборы, а затем был назначен главным министром Кералы. Однако пока он занимал этот пост, правительство штата сотрясали внутрипартийные распри и противоречивые позиции по политическим вопросам. Его кабинет министров был сформирован не им, а чиновники выполняли не его приказы, а партии. Его важные инициативы систематически срывались коллегами. К 2010 году он был главным министром лишь номинально. Перед выборами 2011 года партия снова решила исключить его из списка кандидатов, сославшись на его возраст, но его снова поддержала общественность.
Ачутанандан оставил политику в 2019 году, после перенесённого инсульта. Он скончался 21 июля 2025 года в возрасте 101 года в больнице в Тируванантапураме после перенесённого сердечного приступа.